# Кристиан (Зеримунт)
Кристиан (на немски: Christian; † 15 юни 950) е граф в Нордтюринггау и Швабенгау в Северна Тюрингия (от 937 г.), граф и маркграф в съседния Гау Зеримунт в Саксония-Анхалт (от 945 г.). Предполага се, че произхожда от рода Билунги.

## Биография
Кристиан е женен за Хида († 970 г. по време на поклонение в Йерусалим), дъщеря на граф и маркграф Титмар фон Мерзебург († 932) и Хилдерарда, снахата на граф Ервин от Мерзебург. Хида е сестра на Геро I Велики Железния († 20 май 965), маркграф на Саксонска източна марка.
На 1 май 945 г. германският крал Ото I Велики предава на Кристиан значителни земи в окръг Зеримунт. Освен това Кристиан получава и титлата маркграф.
През 965 г. синът му Титмар I наследява чичо си Геро I в Гау Зеримунт, в Гау Ницици, а през 976 г. и в маркграфствата Майсен и Мерзебург. Вторият му син Геро е архиепископ на Кьолн от 969 до 976 г. Вероятно е баща или чичо на Одо I (или Ходо I) (* 930, † 13 март 993), от 965 г. маркграф в Саксонската източна марка на Марка Лужица.
Кристиан е погребан в Магдебург и е наследен от синът му Титмар I.